# Бромид ниобия(V)
Бромид ниобия(V) — неорганическое соединение, соль металла ниобия и бромистоводородной кислоты с формулой NbBr5,
красные кристаллы,
гидролизуются водой.

## Получение
- Реакция паров брома и ниобия:

{\displaystyle {\mathsf {2Nb+5Br_{2}\ {\xrightarrow {450-500^{o}C}}\ 2NbBr_{5}}}}
- Действие паров брома на нагретую смесь оксида ниобия(V) и угля:

{\displaystyle {\mathsf {Nb_{2}O_{5}+5C+5Br_{2}\ {\xrightarrow {T}}\ 2NbBr_{5}+5CO}}}
- Нагревание бромида серы и оксида ниобия(V):

{\displaystyle {\mathsf {2Nb_{2}O_{5}+10S_{2}Br_{2}\ {\xrightarrow {T}}\ 4NbBr_{5}+5SO_{2}+15S}}}

## Физические свойства
Бромид ниобия(V) образует гигроскопичные красные кристаллы
ромбической сингонии,
пространственная группа P nma,
параметры ячейки a = 1,2888 нм, b = 1,8690 нм, c = 0,6149 нм, Z = 8
.

## Химические свойства
- Реагирует с влагой из воздуха:

{\displaystyle {\mathsf {NbBr_{5}+H_{2}O\ {\xrightarrow {}}\ NbOBr_{3}+2HBr}}}
- Полностью гидролизуется водой:

{\displaystyle {\mathsf {2NbBr_{5}+5H_{2}O\ {\xrightarrow {}}\ Nb_{2}O_{5}+10HBr}}}
- Легко восстанавливается водородом:

{\displaystyle {\mathsf {NbBr_{5}+H_{2}\ {\xrightarrow {T}}\ NbBr_{3}+2HBr}}}